# Bank of the Commons
Bank of the Commons es una iniciativa cooperativa abierta que pretende transformar la banca, los pagos y los sistemas monetarios para apoyar la economía de los movimientos sociales y cooperativos, tanto a escala global como local.
El proyecto se lanzó en junio de 2017 y desde entonces lleva ofreciendo los primeros servicios a sus miembros cofundadores. Actualmente se acerca a los 200 miembros entre particulares y colectivos.
Bank of the Commons adopta FairCoin como moneda social global estratégica que usa la tecnología blockchain para promover el desarrollo y la adopción de una estructura financiera descentralizada de los comunes.
Legalmente, se basa en redes de estructuras cooperativas ya existentes en distintas partes del mundo y en la creación de una sociedad cooperativa europea en Italia que, en colaboración con diversos bancos éticos y organizaciones que promueven economías alternativas a nivel global, velará por el capital social invertido, proporcionándole un estatus legal independiente.

## Objetivos
Los objetivos planteados en Bank of the Commons son:
- Proporcionar sistemas de pago sin intermediarios entre las participantes de sistemas financieros de cooperativas e iniciativas de economía solidaria.

- Proporcionar tecnologías descentralizadas a movimientos de finanzas éticas y monedas alternativas.

- Interconectar la banca ética y los movimientos de monedas alternativas con herramientas prácticas que simplifiquen sus intercambios.

- Fomentar la banca y las opciones de pago éticas en cualquier parte de Europa y, progresivamente, en todo el planeta.

- Reinventar el significado de “creación del dinero”, solventando el crónico problema de falta de inversiones en economías de pequeña escala, creando conciencia sobre la forma en que se crea el dinero y sobre cómo esta puede cambiarse.

## Herramientas ofrecidas
Entre algunas de las herramientas y servicios que se ofrecen están:
- Tarjetas FairPay[6]

- Monedero Multimoneda

- Cuenta Bancaria Virtual

- Pago de Remesas

- y para el 2018, se prevé el lanzamiento de una plataforma descentralizada para inversiones cooperativas llamada CoopShares.